# Giardino (singolo)
Giardino è un singolo della cantautrice italiana Vale LP, pubblicato il 3 giugno 2022 come secondo estratto dal secondo EP E sono felice.

## Descrizione
Il brano, scritto dalla stessa cantautrice con Angela Ciancio, in arte Lil Jolie, è prodotto da Michele Lamonica, in arte CloseListen, e Paolo Caruccio, in arte Fractae.

## Video musicale
Il video musicale, diretto da Gabriele Skià e Riccardo Sergio, è stato il 14 giugno 2022 attraverso il canale YouTube della cantautrice.

## Tracce
Testi di Valentina Sanseverino e Angela Ciancio, musiche di Valentina Sanseverino, Antonio Caputo, Claudia Guaglione, Michele Lamonica e Paolo Caruccio.
1. Giardino – 2:41